# В поисках сокровищ тамплиеров 3: Загадка Змеиной короны
«В поисках сокровищ тамплиеров 3: Загадка Змеиной короны» (дат. Tempelriddernes skat III: Mysteriet om slangekronen) — датский приключенческий фильм 2008 года, снятый режиссёром Джакомо Кампеотто.

## Сюжет
Четверо юных искателей приключений вместе с магистром ордена тамплиеров отправляются на Мальту для того, чтобы вернуть утерянную Змеиную корону Мальтийскому ордену. На Мальте Матиаса привлекает местная красивая девушка по имени Елена, которая узнаёт от него о том, зачем он и его друзья приехали на остров. После разговора с таинственной и прекрасной незнакомкой корона была украдена, а сам Матиас похищен древним орденом священников. Юные герои должны спасти своего друга и вернуть корону мальтийским рыцарям…

## В ролях
- Джули Грюндтвиг Вест — Катарина
- Кристиан Хелдбо Винберг — Нис
- Никлас Свале Андерсен — Матиас
- Фредерикке Томассен — Фие
- Эмма Лет — Елена
- Мик Огендаль — Йенс Гюнтер Андерсен
- Петер Гилсфорт — Кристиан
- Сесилия Цвик-Наш — Дорте

## Съёмочная группа
- Режиссёр: Джакомо Кампеотто
- Продюсеры: Йоханна Стрин Фелдинг, Кристиан Поталиво, Тиви Магнуссон
- Сценаристы: Филип ЛаЗебник, Сёрен Фреллесен
- Оператор: Мануэль Альберто Кларо
- Композитор: Йеппе Каас

## Номинации
- Роберт — номинации (2009)[3]